# Déjanire (chanson)
Pour les articles homonymes, voir Déjanire (homonymie).
Pistes de Chœurs
Dithyrambe au soleil Le Chœur joie
Déjanire est la seconde chanson de l'album Chœurs de Bertrand Cantat, Pascal Humbert, Bernard Falaise et Alexander MacSween conçu pour constituer les chœurs antiques de la trilogie « Des femmes » de Sophocle adaptée et mise en scène en 2011 par Wajdi Mouawad. Elle illustre Les Trachiniennes, le premier volet de la trilogie.

## Argument
Déjanire est la troisième épouse d'Héraclès, qui, parti se battre contre Eurytos, roi d'Œchalie, n'a pas donné de nouvelle depuis douze mois. Déjanire se lamente de l'absence de son mari et s'inquiète de son retour, avertie par un oracle de la proche mort à venir d'Héraclès.
La chanson est inspirée du parodos (vers 94-140) des Trachiniennes,. Elle est mêlée au texte du coryphée interprété par la comédienne Marie-Ève Perron. Lors des représentations au Carrefour international de théâtre de Québec, cette chanson du chœur est tout particulièrement mise en avant par le critique du journal Le Soleil pour souligner l'intensité du chant de Bertrand Cantat sur l'album qui sur scène était remplacé par Igor Quezada.

## Musiciens ayant participé à la chanson
- Bertrand Cantat, chant, guitare, harmonica
- Pascal Humbert, basse, contrebasse
- Bernard Falaise, guitare
- Alexander MacSween, batterie, percussions